# The Ruts
The Ruts foi uma banda inglesa de punk rock, formada em 1978 em Londres.

## História
Os Ruts foram formados em 18 de agosto de 1977. A banda era formada pelo cantor Malcolm Owen, o guitarrista Paul Fox, o baixista John "Segs" Jennings e o baterista Dave Ruffy e estavam ativos em causas anti-racistas como parte do Misty in Roots, coletivo sediado em Southall, Oeste de Londres e tocando para arrecadar fundos para o Rock Against Racism.

## Formação
- Malcolm Owen (1954-1980): vocal
- Paul Fox (1951-2007): guitarra
- John "Segs" Jennings: baixo
- Dave Ruffy: bateria

## Discografia

### Álbuns
- The Crack (1979: Virgin)
- Grin & Bear It (1980: Virgin)
- Animal Now (1981: Virgin)
- Rhythm Collision (1982: Bohemian)